# Auguste Durand
Marie-Auguste Massacrié-Durand (18. juli 1830 i Paris - 31. maj 1909 sammesteds) var en fransk organist, musikkritiker, musikforlægger og komponist. Han kendes i dag især for sine salonvalse for klaver og sangen Comme à vingt ans (Som i ungdommens år), men komponerede også messer og musik for orgel og harmonium.
Durand spillede en vigtig rolle som musikforlægger med forlagene Durand-Schönewerk & Cie, A. Durand & fils og Durand & Cie. Han var således fransk forlægger for Richard Wagners operaer, Tannhäuser, Den flyvende hollænder og Lohengrin.
Hans forlag specialiserede sig i udgivelse af værker af store franske komponister som Claude Debussy, Maurice Ravel, Albert Roussel og mange andre..